# Pressió intracranial
La pressió intracranial (PIC) és la pressió a l'interior del crani i, per tant, en el líquid cefalorraquidi (LCR) i, per tant, en l'encèfal. L'organisme té diversos mecanismes pels quals manté la PIC estable, amb variacions de pressió del LCR d'aproximadament d'1 mmHg en adults normals s'activen canvis per incrementar la producció (si baixa la PIC) o bé l'absorció del LCR (si la PIC puja). La pressió del LCR s'ha demostrat que està influenciat per canvis bruscos en la pressió intratoràcica durant la tos (pressió intraabdominal), el Valsalva (maniobra de Queckenstedt), i la comunicació amb el sistema vascular (sistemes venós i arterial). La PIC es mesura en mil·límetres de mercuri (mmHg) i, en repòs, és normalment de 7-15 mmHg durant la posició supina en un adult, i es converteix en negatiu (mitjana de -10 mmHg) en la posició vertical. Els canvis en la PIC s'atribueixen a canvis de volum en un o més dels constituents continguts en el crani.
La hipertensió intracranial (HTIC), és l'elevació de la pressió en el crani. La PIC és normalment de 7-15 mmHg; en 20-25 mmHg, el límit superior de la normalitat, pot ser necessari el tractament per reduir la PIC.